# 교황 요한 7세
교황 요한 7세(라틴어: Ioannes PP. VII, 이탈리아어: Papa Giovanni VII)는 제86대 교황(재위: 705년 3월 1일 ~ 707년 10월 18일)이다.

## 약력
요한 7세는 칼라브리아 주의 로사노에서 태어났다. 그의 부친 플라토(620년경 ~ 686년)는 팔라티노 언덕의 관리자였으며, 친조부는 655년 동로마 제국 상원의원을 지낸 테오도루스 킬라스(600년경 ~ 655년)이다. 요한 7세는 동로마 제국 공직자의 아들로서는 최초로 교황으로 선출된 이었다. 그의 모친의 이름은 블라타(627년경 ~ 687년)이다.
요한 7세는 이탈리아 반도 대부분을 차지한 랑고바르드족과 우호적인 관계를 유지하였던 반면에 동로마 제국의 유스티니아누스 2세 황제와는 일정 정도 거리를 두었다. 교황과 동로마 제국의 관계는 692년 퀴니섹스트 공의회로 인하여 엇나가기 시작했다. 유스티니아누스 2세는 동방 교회의 주교 두 명을 로마에 사절로 보내어 교황 세르지오 1세가 거절한 퀴니섹스트 공의회의 결정들을 로마에서 회의를 개최하여 심의하게 하였으나, 요한 7세는 수정하지 않고 그대로 돌려보냈다. 이는 곧 퀴니섹스트 공의회의 결정을 공식적으로 거부한다는 의사를 표시한 것이었다. 이로 인하여 분쟁이 일어나지는 않았다.
요한 7세는 로마에 여러 가지 기념 건물을 세우도록 지시하였는데, 팔라티노 언덕에 있는 산타 마리아 안티콰 성당이 대표적인 건물이라고 할 수 있다. 팔라티노 언덕에는 요한 7세 시대 주교좌의 유물이 발견되기도 하였다. 요한 7세는 또한 옛 성 베드로 대성전 안에 천주의 성모에게 봉헌한 기도실을 지을 것을 지시하였다. 당시 모자이크 장식 조각들은 오늘날 바티칸 지하 동굴에서 찾아볼 수 있다. 뿐만 아니라, 산타 마리아 인 트라스테베레 성당에 있는 거대한 성모자 상본(Madonna della Clemenza)은 요한 7세의 후원을 받아 설치된 것으로 알려져 있다. 더불어 요한 7세는 601년 랑고바르드족에 의해 파괴된 수비아코의 수도원을 재건하였다.
요한 7세는 707년 10월 18일에 선종하였으며, 유해는 성 베드로 대성전의 복되신 동정 마리아 경당에 안치되었다.